# SG H2Ku Herrenberg
Die SG H2Ku Herrenberg ist eine Spielgemeinschaft aus drei deutschen Handballvereinen. Im Jahre 1990 wurde im Jugendbereich eine Spielgemeinschaft aus den Spielern des TV Haslach 1930 e. V. und dem HSV Oberjesingen-Kuppingen e. V. gebildet. Die Jugendarbeit war ein Erfolgsmodell und 1993 wurde schließlich zusammen mit der Handballabteilung des VfL Herrenberg e. V. die „SG Haslach Herrenberg Kuppingen-Oberjesingen GbR“ gegründet.
Mit rund 1300 Mitgliedern wurde die Spielgemeinschaft im Juni 2011 in „SG H2Ku Herrenberg“ umbenannt. Die SG aus dem Gäu ist gleichzeitig erfolgreich im Männer-, Frauen- und Jugendhandball. Es sind über 600 Mitglieder im Jugendbereich aktiv.

## Männer
Die erste Herrenmannschaft der Spielgemeinschaft spielte seit der Saison 2002/03 in der Handball-Regionalliga Süd. Nach dem knapp verpassten Aufstieg in der Saison 2007/08, als man im letzten Punktspiel gegen den HC Erlangen verlor, sicherte sich die Mannschaft am letzten Spieltag der Saison 2009/10 den Meistertitel in der Handball-Regionalliga Süd und somit den Aufstieg in die 2. Handball-Bundesliga. Die Saison 2010/11 beendete die SG auf Platz 14. Dieser reichte aufgrund der in diesem Jahr stattgefundenen Liga-Restrukturierung nicht zum Klassenerhalt in der 2. Bundesliga.
Die SG spielte fortan in der 3. Liga und beendete die Saison 2014/15 auf Platz 10. Eine Saison später (2015/16) belegte die Mannschaft den 16. und gleichzeitig letzten Platz in der Abschlusstabelle und stieg somit in die Baden-Württemberg Oberliga ab. In den darauffolgenden Spielzeiten landete sie auf Platz 3 (Saison 2016/17), Platz 4 (Saison 2017/18), Platz 9 (Saison 2018/19) und Platz 10 (Saison 2019/20). Als die Saison 2020/21 aufgrund der Corona-Pandemie abgebrochen wurde, lag die SG auf dem zehnten Platz. Die der Saison 21/22 wurde auf Platz 3 abgeschlossen, in der Saison 22/23 konnte der 11. Rang belegt werden.
Die Heimspiele der SG H2Ku Herrenberg werden in der Herrenberger Markweghalle ausgetragen.

## Frauen
Die erste Frauenmannschaft, die unter dem Namen SG H2Kuties aufläuft, belegte in der Saison 2009/10 den zweiten Platz in der Regionalliga Süd und qualifizierte sich damit für die neugegründete 3. Liga. Die Saison 2010/11 beendete die Mannschaft auf dem dritten Platz und verblieb in der anschließenden Saison 2011/12 in der 3. Liga, welche sie mit Platz 4 abschloss. Am Ende der darauffolgenden Saison 2012/13 landete sie auf Platz 4. Die Saison 2013/14 beendeten die Kuties als Ligameister und sicherten sich den direkten Aufstieg in die 2. Bundesliga. Dabei erreichten sie in der Saison 2014/15 Platz 9 und somit den Klassenerhalt für eine weitere Spielzeit.
Während die Mannschaft in der Saison 2015/16 ihre bisher beste Tabellen-Endplatzierung auf dem dritten Rang erzielte und mit drei Punkten Rückstand auf den zweitplatzierten TV Nellingen nur knapp den Aufstieg in die 1. Bundesliga verpasste, schloss sie die darauffolgende Saison 2016/17 mit dem 14. Platz ab und schaffte damit gerade so den Klassenerhalt aufgrund des besseren Torverhältnisses vor dem punktgleichen TSV Haunstetten, der in die 3. Liga abstieg. In der Saison 2017/18 reihten sich die Kuties mit Platz 4 erneut in der oberen Tabellenhälfte ein, ehe sie sich nach einer von zahlreichen Spielerverletzungen geprägten Saison 2018/19 auf dem 8. Rang im Tabellenmittelfeld platzierten. Im Januar 2023 kündigte der Verein an, dass keine Lizenz für die 2. Bundesliga in der Saison 2023/24 beantragt wurde. Die Mannschaft tritt seit der Saison 2023/24 in der Baden-Württemberg Oberliga an.
Die Heimspiele der SG H2Kuties werden in der Herrenberger Markweghalle ausgetragen.

## Jugend
Gegründet im Jahr 2020 wird der Jugendspielbetrieb der SG H2Ku Herrenberg in der Handballschule gebündelt. Rund 30 Teams aller Altersklassen werden von ca. 60 ehrenamtlichen Trainern betreut. Ziel ist es, sowohl Leistungshandball anzubieten als auch weniger ambitionierten jungen Sportlern den Zugang zu spannendem Mannschaftssport zu ermöglichen. Sowohl im männlichen als auch im weiblichen Bereich stellt die Spielgemeinschaft Jugendmannschaften für die höchste Spielklasse im Jugendbereich (Verbandsebene).
Einige der Spieler gehören den Landeskadern des Handballverband Württemberg an. Seit einigen Jahren wird am Anfang des Jahres der „GTÜ-Junior-Cup“ ausgetragen, bei dem sich auch die kleinsten Handballtalente von den Minis, der E- sowie der D-Jugend unter Beweis stellen können. Im Jahr 2015 wurde GTÜ-Junior-Cup in „Schlossberg-Junior-Cup“ umbenannt.